# Alycia Moulton
Alycia Ann Moulton (Sacramento, 18 februari 1961) is een tennisspeelster uit de Verenigde Staten van Amerika.
Eind jaren 1970 won Moulton het juniorentoernooi van de US Open.
In 1983 won ze twee ITF-toernooien in het enkelspel.